# Брэмбл, Ливингстон
Ливингстон Брэмбл (англ. Livingstone Bramble, при рождении англ. Ras-I Alujah Bramble; 3 сентября 1960, Сент-Китс и Невис — 22 марта 2025) — сенткитский боксёр-профессионал. Выступал в лёгком весе. Экс-чемпион мира по версии Всемирной боксёрской ассоциации.
Умер 22 марта 2025 года в возрасте 64 лет.